# A Karl May-művek szereplőinek listája
Karl May hosszú írói munkássága alatt számos fiktív személyt talált ki. Itt látható összes művének szereplőgárdája.

## Fehérek
|  | Alább a cselekmény részletei következnek! |

### Vadászok
- Púpos Bill
- Nyakigláb Jemmy
- Bicegő Frank
- Köpcös Jemmy
- Hosszú Davy
- Rattler
- Sam Hawkins
- Will Parker
- Dick Stone
- Old Firehand
- Old Shatterhand
- Old Death
- Old Surehand
- Phil Walker
- Sam Sans
- Pit Holbers
- Dick Hammerdull
- Juggle-Fred
- Old Webble
- Bloody Fox
- Watson
- Ralph Webster
- Jos Hawley

### Trampek
- Kornel (Brinkley, Ezredes): Az Ezüst-tó kincse című történet legfőbb gonosztevője. A kornel többszörös gyilkos, hamisító, szabotőr stb. Újabb és újabb gaztetteivel döntően határozza meg a történet cselekményét. Bár Firehand és társai több ízben is elkapják, végül mindig szerencsésen megszökik. Végül az utahok fogják el és halálra kínozzák.
- Bruns: Az Ezüst-tó kincse című történetben szereplő bűnöző. Kornel egyik leghűségesebb és leggonoszabb társa. Miközben a tutajosok táborában próbál kémkedni Nagymedve megöli, így a továbbiakban nem szerepel a történetben.
- Santer a fő gonosztevő, a Winnetou című könyvsorozaton keresztül üldözik, mert megölte Incsu-Csunnát, és Nso-Csit, mellesleg Winnetou életére tör. Ő is többszörösen gyilkos, kegyetlen haramia, aki végül, miután Old Shatterhand szeme láttára megsemmisíti Winnetou rá hagyott végrendeletét, a sziklával együtt, amin áll, lezuhan a tóba, így leli halálát.
- Knox: Az Ezüst-tó kincse című történet egyik banditája. Kisebb csoportjával megtámadnak egy utah falut és lovakat lopnak, a törzs bosszújának következtében viszont csapatát lemészárolják, őt pedig az utahok megskalpolják és kínzócölöpön megölik.
- Hilton Az Ezüst-tó kincse című történet egyik banditája. Knox társa, és rajta kívül az egyedüli túlélő a lólopás után. Társával együtt kínzócölöpön hal meg.
- Dick Az Ezüst-tó kincse című történet egyik banditája. Dugby-val együtt híreket szivárogtatnak a kornelnek a vasúti aranyról. Old Firehand elfogja őket, további szerepük nincs a történetben.
- Dugby Az Ezüst-tó kincse című történet egyik banditája. Dick-kel együtt híreket szivárogtatnak a kornelnek a vasúti aranyról. Old Firehand elfogja őket, további szerepük nincs a történetben.
- Woodward Az Ezüst-tó kincse című történet egyik banditája. Bruns halála után Kornel alatt a banditák alvezére. A Régi bűnök című fejezetben Old Firehand lövi le, amikor az éppen elrabolni készül a vasúti aranyat.
- Busher
- Brake
- Gibson

### Vasúti munkások
- Mr. Bancroft Az Old Shatterhand című történet egyik szereplője. Azon szakasz főnöke amelyen Shatterhand mint geodéta dolgozik. Nem túl becsületes és sikeres, azonban nem is tartja ellenségének Shatterhandet. Az apacsok támadása során veszíti életét.
- Mr. White Az Old Shatterhand című történet egyik szereplője. A Bancroft irányítása alatt álló szakasz szomszédjában lévő szakasz vezetője. Feltehetően becsületes és megbízható. Shatterhandet meginvitálja, hogy az ő részén dolgozzon, azonban a férfi elutasítja. Továbbiakban nem szerepel a történetben.
- Mr. Watson
- Charles Charoy
- Rattler

### Farmerek
- John Helmer

### Egyéb
- Droll néni: Az Ezüst-tó kincse című történet egyik fontos szereplője, gúnyneve ellenére férfi. Vicces kinézetűnek írják le, azonban többször is bebizonyítja, hogy félelmetes harcos. A történet során kiderül, hogy a Black and White nevű magánnyomozó cég munkatársa.
- Tutajos Tom: (Thomas Grosser) Az Ezüst-tó kincse című történet egyik fontos szereplője. Német származású, favágóként dolgozik. Old Firehand hűséges barátjává válik és végigkíséri a nagy vadász kalandjain. Az ezüstbánya fellendítése után a szülőhazájába való visszatérést tervezi.
- Öreg Blenter: Az Ezüst-tó kincse című történet szereplője. Favágóként/tutajosként dolgozik, azonban elmeséli, hogy régebben mint farmer élt családjával. Brinkley (azaz Kornel) azonban egyszer kirabolta és megölte Blenter családját, s az öreg mindhalálig bosszút esküdött.
- Jonathan Boyler: Az Ezüst-tó kincse című történet szereplője. A Boyler-féle állatsereglet tulajdonosa. A történet elején felajánlja, hogy tart egy kis bemutatót fekete párducával, a tömegtől izgatott állat azonban rátámad és megöl gazdáját. Mindennek köszönhető, a hajón elszabadul a pokol.
- Lord Castlepool: Az Ezüst-tó kincse című történet szereplője. Skót származású, dúsgazdag angol lord. Elmondása szerint kalandokat keresni érkezett a Vadnyugatra. Legközelebbi barátai Nyakigláb és Púpos Bill vadászok. Nekik minden kalandjuk után fejenként ötven dollárt fizet.
- Mr. Henry: A Winnetou tetralógia fontos szereplője, többször is feltűnik rövid szerepek erejéig, azonban ezek mindig fontosak. Többnyire ekkor ad valami új fegyvert Shatterhandnek (Pl.: Henry-féle karabély).
- Mr. Lange: A Winnetou tetralógia Old Death történetének egyik szereplője. A kukluxosok című fejezetben tűnik fel először, majd fiával együtt elkísérik Shatterhandet és Death-et Mexikó felé vezető útjukon. A továbbiakban nem szerepelnek.
- Ifj. Fred Engel: Az Ezüst-tó kincse című történet szereplője. id. Fred Engel fia. Szüleit Kornel ölte meg, azóta Droll nénivel járja a prérit a banditát keresve. Csatlakoznak Old Firehand csapatához. Továbbiakban nem szerepel a történetben.
- Kleki Petra: Az apacsok fehér tanítója, akit Rattler ölt meg, egy sápadtarcú, részeges ember. Eredetileg Winnetout akarta megölni, ám Kleki Petra előbbi elé ugorva feláldozta magát.

## Indiánok

### Apacsok
- Winnetou: Karl May talán legtöbbször használt karaktere és főhőse a történetek során. Nevének jelentése Égő Víz. Karaktere „a nemes vadember” megtestesítője. Winnetou, akinek egy fehér ember, Kleki Petra volt a nevelője, az apacsok meszkaleró törzsének (és ezzel minden apacs törzsnek) a főnökévé válik, miután édesapját, Incsu-Csunnát és húgát, Nso-Csi-t megöli egy Santer nevű fehér bandita.
- Incsu Csunna: Winnetou apja. Csupán a Winnetou tetralógia első részében jelenik meg. Először ellensége, majd barátja Old Shatterhandnek. Minden apacs nemzetség főnöke, és nagy tisztelet övezi minden indián törzsben. Lányával együtt egy fehér bandita, Santer gyilkolja meg.
- Nso Csi (Szép Nap) Incsu Csunna lánya Winnetou húga
- Inda Nicso (Jó Ember)
- Tkils-lipa
- Encsár-Ko

### Kajovák
- Tangua
- Villámló Kés (Metan Akva)
- Bao (Róka)
- Pida (Szarvas)

### Tonkavák
- Nagymedve (Nitropan Huey)
- Kismedve (Nitropan Homosh)
- Ikacsi Takli (Nagy Atya)

### Utahok
- Nagyfarkas: Az Ezüst-tó kincse című történet szereplője.
- Vöröshal (Pagu Angare): Az Ezüst-tó kincse című történet szereplője. A Négyes párviadal című fejezetben tűnik fel, amikor Davy ellenfele úszásban. A párbajt elveszíti, a fehér ember viszont megkegyelmez neki.
- Roppantláb (Nambo Avath): Az Ezüst-tó kincse című történet szereplője. A Négyes párviadal című fejezetben tűnik fel, amikor Jemmy ellenfele birkózásban. A párbajt elveszíti, azonban Jemmy megkegyelmez neki.
- Szökkenő Szarvas (Tok Taj): Az Ezüst-tó kincse című történet szereplője. A Négyes párviadal című fejezetben tűnik fel, amikor Bicegő Frank ellenfele lesz futásban. Bicegő csellel legyőzi, azonban megkegyelmez az indiánnak.
- Öregfőnök (Nanap Neav): Az Ezüst-tó kincse című történet szereplője.
- Tüzes Szív (Kun Pui): Az Ezüst-tó kincse című történet szereplője.
- Sárganap (Tab Vagáre): Az Ezüst-tó kincse című történet szereplője.
- Négybivaly: Az Ezüst-tó kincse című történet szereplője.
- Csattanó Villám (Kai Unune)
- Tusahga Sarits: A Bosszú című regény szereplője.
- Kolma Pushi:A Bosszú című regény szereplője.

### Navahók
- Nagyvillám (Nicsa Ini)
- Csi Szo

### Országok
- Menáka Seha (Fényesnap)
- Schahko Matto:

### Timbacsák
- Hosszúfül (Csi Nicsa)

### Komancsok
- Vas Szív (Shiba-big): A sivatag szelleme című történet szereplője.
- Tűz Csillag (Tevua-shotte): A sivatag szelleme című történet szereplője.
- Fekete Musztáng (Tokvi Kava): A Fekete Musztáng c. könyv egy főszereplője, a komancsok gonosz törzsfőnöke, aki meg akarja támadni és ki akarja fosztani a fehérek táborát.
- Gonosz Kígyó (Ik Senanda): A Fekete Musztáng című történet egy főszereplője, mesztic, Fekete Musztáng unokája, aki arról álmodik, hogy egy nap majd ő lesz a komancsok törzsfőnöke. Leginkább kémkedéssel segíti nagyapja munkáját a regény folyamán.
- Vupa-Umugi
- Nale Masiuv